# Väla socken
För köpcentret i Helsingborgs kommun, se Väla centrum
Väla socken i Västergötland ingick i Kållands härad, uppgick 1969 i Lidköpings stad och området ingår sedan 1971 i Lidköpings kommun och motsvarar från 2016 Väla distrikt.
Socknens areal var 13,91 kvadratkilometer varav 13,88 land.  År 2000 fanns här 139 invånare. Sockenkyrkan Väla kyrka ligger i socknen.

## Administrativ historik
Socknen har medeltida ursprung. 
Vid kommunreformen 1862 övergick socknens ansvar för de kyrkliga frågorna till Väla församling och för de borgerliga frågorna bildades Väla landskommun. Landskommunen uppgick 1952 i Örslösa landskommun som 1969 uppgick i Lidköpings stad som 1971 ombildades till Lidköpings kommun. Församlingen uppgick 2006 i Örslösa församling.
1 januari 2016 inrättades distriktet Väla, med samma omfattning som församlingen hade 1999/2000.  
Socknen har tillhört län, fögderier, tingslag och domsagor enligt vad som beskrivs i artikeln Kållands härad. De indelta soldaterna tillhörde Västgöta-Dals regemente, Kållands kompani.

## Geografi
Väla socken ligger väster om Lidköping. Socknen är en småkuperad slättbygd.

## Fornlämningar
Lösfynd från stenåldern har påträffats. Från järnåldern finns ett gravfält, stensättningar och en domarring.

## Namnet
Namnet skrevs 1418 Välinis och kommer från kyrkbyn. Efterleden innehåller vin, 'betesmark, äng'. Förleden kan innehålla vål, 'samling av kullfallna trädstammar, ris; vindfälle, röjningsbråte'.